# За мишките и хората
„За мишките и хората“ (оригинално заглавие: Of Mice and Men) е повест от американския писател Джон Стайнбек, публикувана за пръв път през 1937 година. Тя се радва на голям успех още с появата си.

## Повестта в популярната култура
- Американската траш метъл група Megadeth е дала същото име на една от своите песни.
- Съществува американска метълкор група със същото име (Of Mice And Men)

|  | Тази страница частично или изцяло представлява превод на страницата Of Mice and Men в Уикипедия на английски. Оригиналният текст, както и този превод, са защитени от Лиценза „Криейтив Комънс – Признание – Споделяне на споделеното“, а за съдържание, създадено преди юни 2009 година – от Лиценза за свободна документация на ГНУ. Прегледайте историята на редакциите на оригиналната страница, както и на преводната страница, за да видите списъка на съавторите. ВАЖНО: Този шаблон се отнася единствено до авторските права върху съдържанието на статията. Добавянето му не отменя изискването да се посочват конкретни източници на твърденията, които да бъдат благонадеждни. |